# Даудов, Магомед Хожахмедович
Магоме́д Хожахме́дович Дау́дов (чечен. Дауди Хожахьмадан Мохьмад; род. 26 февраля 1980, с. Шпаковское, Шпаковский район, Ставропольский край, РСФСР, СССР) — российский и чеченский государственный, политический и военный деятель, экс-председатель парламента Чеченской Республики (2015—2024).
Бывший участник второй чеченской войны, перешедший на сторону федеральных сил вместе с Ахматом Кадыровым. Является одним из самых влиятельных людей в Чечне, входит в ближайшее окружение Рамзана Кадырова. Член президиума генерального совета партии «Единая Россия» (2018) и Высшего совета партии «Единая Россия» (2024).
Правозащитники и независимые журналисты обвиняют Даудова в массовых нарушениях прав человека, в том числе убийствах политических оппонентов, гомосексуалов и так далее, организации становления тоталитарного режима Кадыровых.

## Биография
Родился в чеченской семье из тайпа Ялхой в селе Шпаковское Ставропольского края. Отец — Хожахмед Абдулвахабович Даудов (1957—2013), мать — Макка Увайсовна Даудова (1959—2009). Родным селением отца являлось село Гелдаган (Курчалоевский район, ЧР), но во время рождения Магомеда Даудовы временно проживали на Ставрополье в Шпаковском (ныне город Михайловск). Первый ребёнок в семье, позже у Даудовых родились ещё сын Шейхмагомед (1981) и дочь Милана (1985). В 1997 году окончил среднюю школу № 1 в селе Гелдаган.
В 2004 году окончил Дагестанский государственный университет с квалификацией «Экономист», в 2009 году — Махачкалинский институт финансов и права по специальности «Юриспруденция», в 2011 году — Академию управления МВД России по специальности «Юриспруденция».

### Участие в чеченских войнах

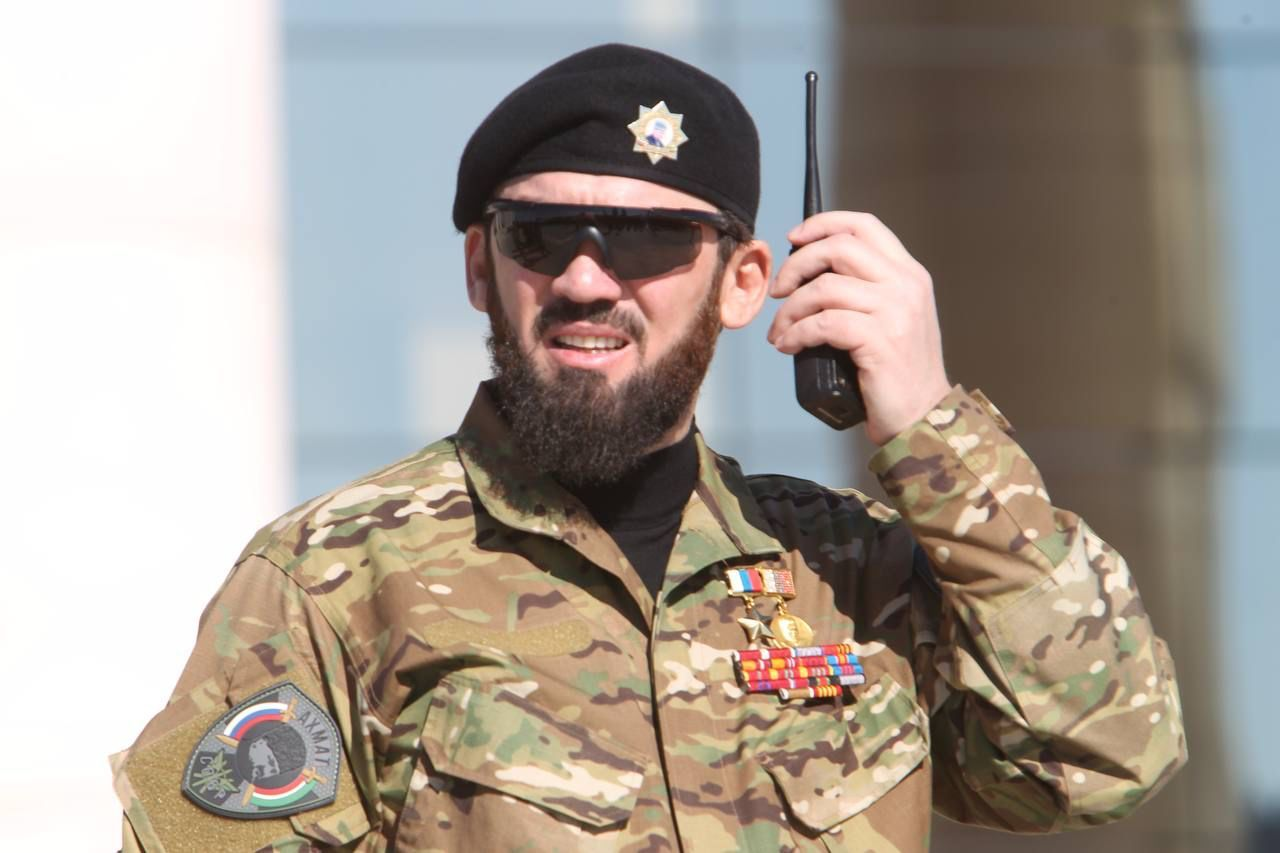
Магомед Даудов в ходе боевого построения личного состава

Во время второй чеченской войны Даудов воевал на стороне чеченских повстанцев, принимал участие в вооружённых столкновениях с российскими войсками.
Даудов являлся одним из эмиров Шамиля Басаева на «восточном фронте Ичкерии». Даудов был членом Цоциюртовско-Гелдаганского джамаата, который возглавлял братья Мускиевы и участвовал в нападениях на чеченских милиционеров и тех, кого повстанцы подозревали в сотрудничестве с федеральными войсками. Так, Даудов подозревался в убийстве сотрудника чеченского МВД и четырёх жителей Чечни, включая главу администрации одного из чеченских сел.
Позднее Даудов перешёл на сторону федеральных сил. По данным «Важных историй», Даудов был взят в плен по доносу местного жителя, после чего сотрудники службы безопасности Ахмата Кадырова пленили Даудова, находящегося на зимовке у тётки. По данным «Новой газеты» Даудов был пленён весной 2002 года во время спецоперации федеральных сил против повстанцев в Курчалоевском районе Чечни. После того как Даудов попал в плен, кадыровцы подвергли его пыткам и унижениям, в результате которых он передал всю информацию о своём джамаате. Издание отмечало что Даудов не был убит благодаря вмешательству генерала Аркадия Еделева, по его указанию оперативное дело на Даудова и данные о его причастности к убийству мирных чеченских жителей были официально изъяты и уничтожены. Также Еделев пролоббировал его назначение в Службу безопасности Ахмата Кадырова, а затем и в правоохранительные органы Чечни.
Рамзан Кадыров приводил Даудова в пример как «сдавшегося боевика», который теперь служит российскому государству.

### Служба в органах МВД

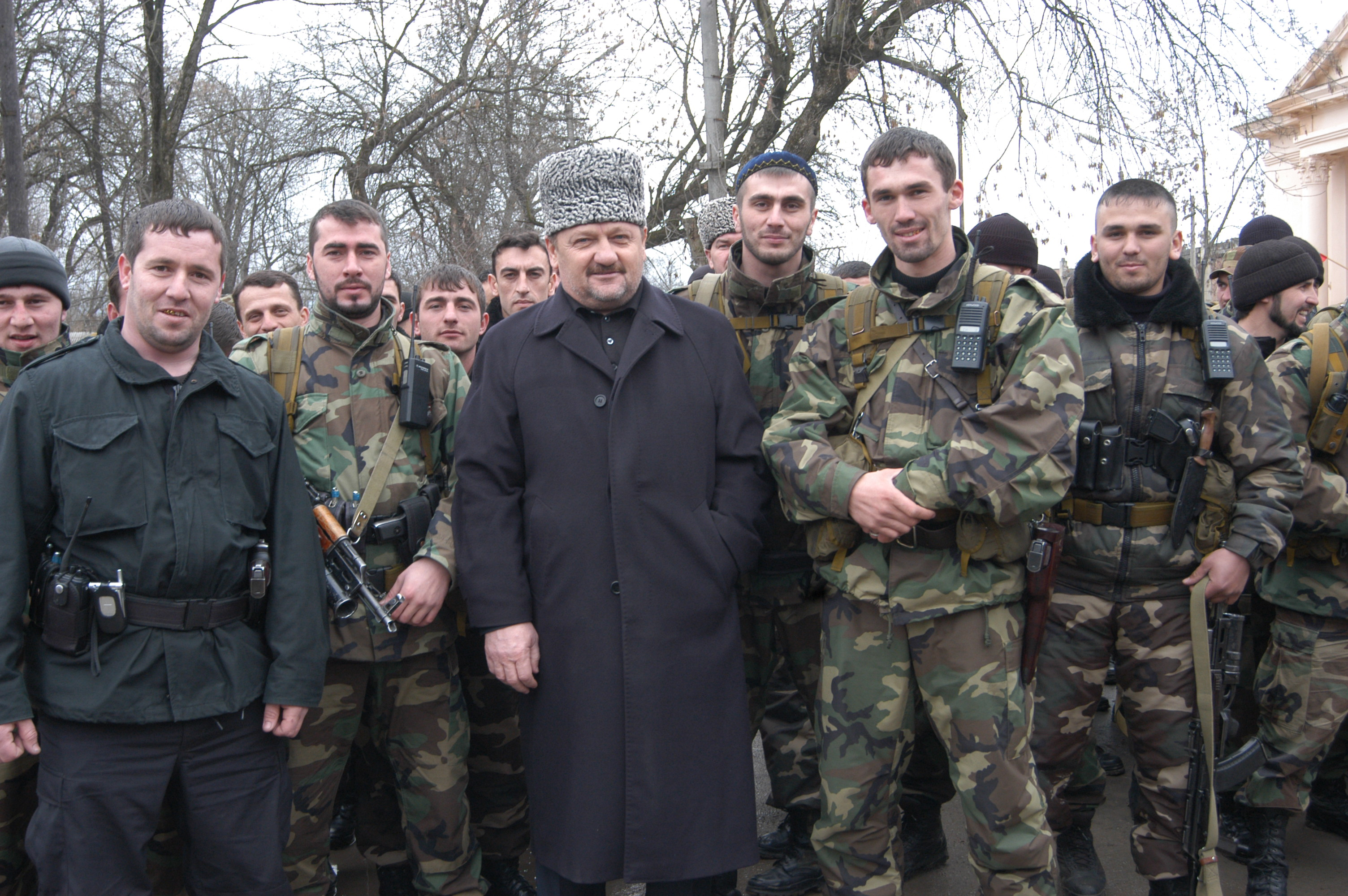
Ахмат-Хаджи Кадыров и Магомед Даудов справа

В 2002—2004 годах Даудов служил командиром взвода в службе безопасности Ахмата Кадырова, которую возглавлял тогда Рамзан Кадыров. После убийства первого начал служить командиром роты спецназначения имени Ахмата Кадырова при МВД по ЧР. В феврале 2005 года стал командиром батальона ППСМ ОВД по Шалинскому району ЧР, с ноября 2006 года — оперуполномоченный по особо важным делам Отдела по борьбе с похищениями и торговлей людьми. Даудов организовывал специальные операции против групп повстанцев на территории ЧР, лично участвовал в боевых выездах, в том числе против бывших своих командиров.
13 февраля 2006 года участвовал в специальной операции в селе Урус-Мартан, где со своими подчинёнными блокировал в жилом доме «эмира села Автуры» Д. Абдурзакова (прозвище-позывной «Шрам»). В сентябре 2006 года подготовил и возглавил операцию по ликвидации повстанцев. Один из убитых, глава его «родного» джамаата И. Мускиев, был известен как «эмир Халид» и считался куратором вооружённых групп повстанцев, действовавших на территории города Аргун. За убийство повстанцев из своего бывшего джамаата Даудов получил два Ордена Мужества. В декабре 2006 года М. Х. Даудов был назначен на руководящую должность — Заместитель командира — начальник штаба ОМОН МВД России по ЧР.

### Руководство отделом Шалинского РОВД
В апреле 2007 года назначен исполняющим обязанности начальника РОВД по Шалинскому району ЧР, с сентября того же года — начальником РОВД по Шалинскому району. Среди мероприятий в этот период деятельности Даудова выделяется убийство 21 марта 2007 года в городе Гудермесе бригадного генерала, командующего Северо-Восточным фронтом Ичкерии Батаева.
В том же 2007 году был убит эмир Веденского района, вице-премьер ЧРИ С. Э. Эльмурзаева (известного как «амир Хайрулла», который взял на себя ответственность за Теракт в Грозном 9 мая 2004 года, когда погиб Ахмат Кадыров). 4 апреля 2007 года вице-премьер Ичкерии попал в подготовленную силовиками засаду у села Агишбатой где в ходе завязавшегося боя был убит. По данным СМИ, Даудов лично принёс Рамзану Кадырову в мешке отрезанную голову Хайруллы. За убийство Хайруллы Даудов был представлен к званию Героя России. По другим данным, Эльмурзаева убил не Даудов и погиб он не во время боестолкновения, а в результате предательства близкого друга.
3 августа 2009 года на Даудова было совершено покушение. Примерно в 11:30 при выезде автомобиля Даудова из села Автуры (Шалинский район, ЧР) в районе ремонта моста через реку Хул-Хулау сработало мощное самодельное взрывное устройство, заложенное на обочине дороги. В автомобиле «Toyota Camry» находился только водитель Даудова. Взрывной волной автомобиль развернуло и водителя выбросило из машины, он получил тяжёлые ранения, в том числе и осколочные. В период прохождения службы в ОВД Шалинского района Даудов дослужился до звания полковника полиции (милиции).

### Российское нападение на Украину
Главой Чеченской Республики Рамзаном Кадыровым, во время российского вторжения на Украину, Магомед Даудов назначен руководителем Республиканского Оперативного Штаба по взаимодействию с силовыми структурами (Министерства обороны, МВД, Росгвардии), помимо этого М. Даудов курирует отправку на Украину добровольцев.
На фоне войны, Даудов критиковал основателя ЧВК «Вагнер» Евгения Пригожина, в ответ на высказывание Пригожина том что он не знает чем занимается на фронте батальон «Ахмат» и перед чеченским «Ахматом» не ставили задачи «освободить» всю ДНР.

## Политическая деятельность
Даудов исключительно лоялен Рамзану Кадырову. Многие журналисты называли Даудова вторым человеком в Чеченской Республике.

### Первый заместитель Председателя Правительства ЧР

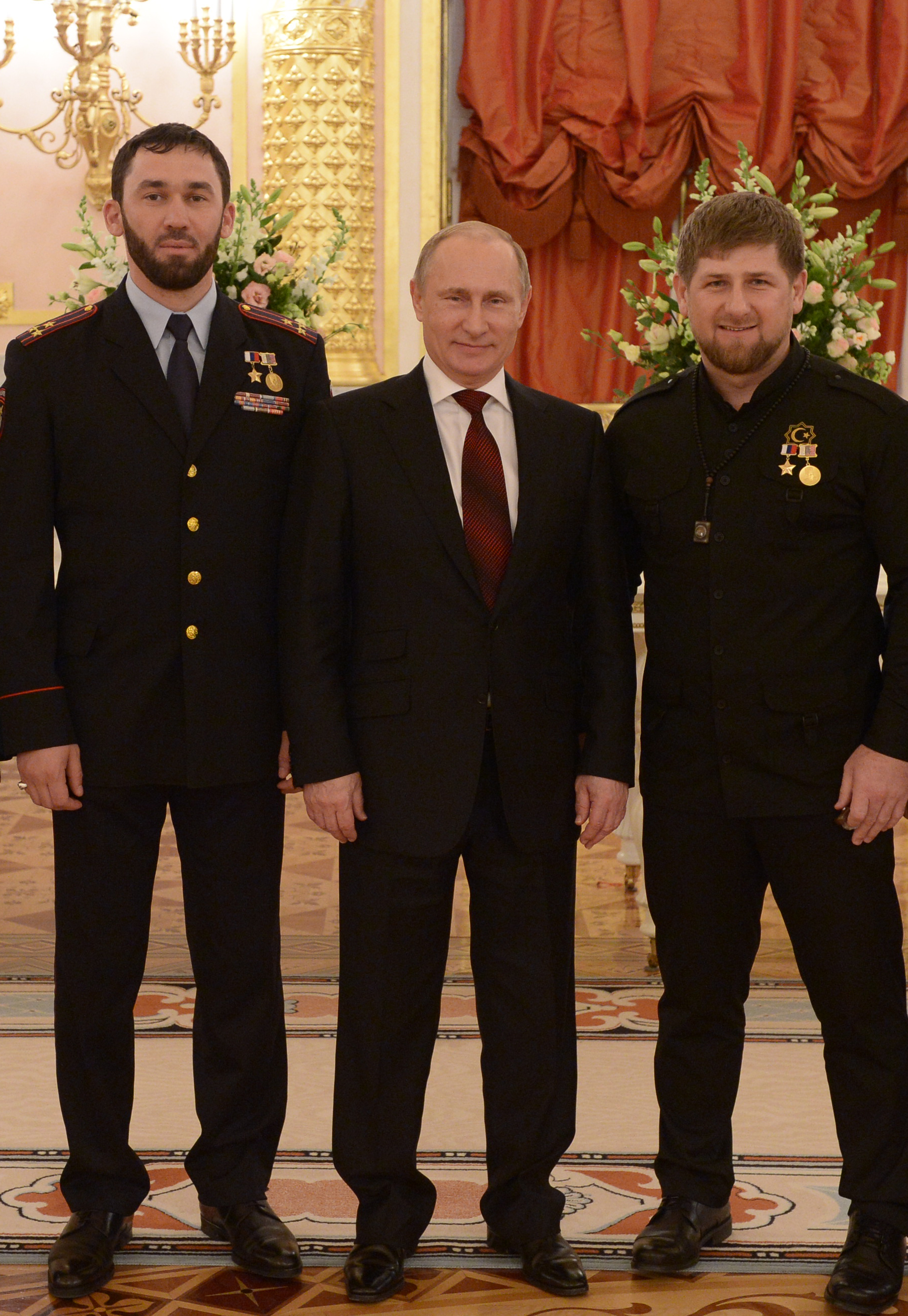
Торжественное мероприятие, посвящённое чествованию Героев страны. В. В. Путин, Р. А. Кадыров, М. Х. Даудов, (Москва, Кремль 2014 год)

10 марта 2010 года Парламент ЧР единогласно утвердил Даудова на должность Первого заместителя Председателя Правительства ЧР по силовому блоку (кандидатура Даудова внесена на рассмотрение парламента днём ранее Кадыровым). .

### Руководитель администрации Главы и Правительства ЧР
С декабря 2011 года должность Даудова именуется «Первый заместитель Председателя Правительства Чеченской Республики — Руководитель Администрации Главы и Правительства Чеченской Республики», а с 21 мая 2012 года — «Руководитель Администрации Главы и Правительства Чеченской Республики». С 26 апреля 2012 года Даудов — член партии «Единая Россия», вошёл в Президиум регионального политического совета партии. В том же 2012 году возглавил республиканскую межведомственную комиссию по контролю за соблюдением земельного законодательства. В 2014 году Управление делами Президента Российской Федерации по внутренней политике признала работу Администрации Главы и Правительства ЧР лучшей среди российских субъектов.

### Председатель Парламента ЧР III, IV, V созывов
3 июля 2015 года, после смерти Председателя (спикера) Парламента ЧР Д. Б. Абдурахманова, политсовет регионального отделения «Единой России» представил в Избирком ЧР кандидатуру Даудова для наделения его полномочиями депутата Парламента ЧР по освободившемуся мандату. В тот же день депутаты избрали Даудова на эту должность. В 2016 году был переизбран в депутаты Парламента ЧР IV созыва. 4 октября 2016 года на заседании высшего законодательного органа ЧР переизбран Председателем Парламента ЧР IV созыва. 4 октября 2021 года Даудов единогласно был переизбран на пост председателя парламента Чеченской Республики V созыва.
Так как парламенты в субъектах РФ часто играют номинальную роль, ряд политологов и журналистов рассматривал это назначение как понижение статуса Даудова. Однако на должности спикера Даудов продолжает курировать различные важные проекты и возглавлять правительственные комиссии — по сути, исполняя более расширенные функции, выходящие за рамки обычных полномочий, свойственных главе законодательного органа. По настоящее время занимает эту должность, а также является постоянным членом Совета безопасности.
Помимо работы в Парламенте ЧР, Даудов является членом Совета законодателей РФ при Федеральном Собрании РФ, членом партии «Единая Россия», включён в Президиум совета по развитию местного самоуправления при Президенте РФ. По итогам медиарейтинга глав законодательных органов субъектов РФ Даудов стабильно входит в ТОП-10 лидеров.
Весной 2018 года по инициативе Даудова Парламент ЧР подготовил внесение в Госдуму РФ законопроект о продлении полномочий главы государства с двух до трёх сроков подряд; в феврале того же года — о введении уголовной ответственности «в отношении тех, кто намеренно искажает правду о Великой Отечественной войне». На региональном уровне Даудов выступил с предложением переименовать село Центорой — родовое село Рамзана Кадырова — в Ахмат-Юрт (в честь отца главы республики — Ахмата Кадырова).

### Внепарламентская деятельность

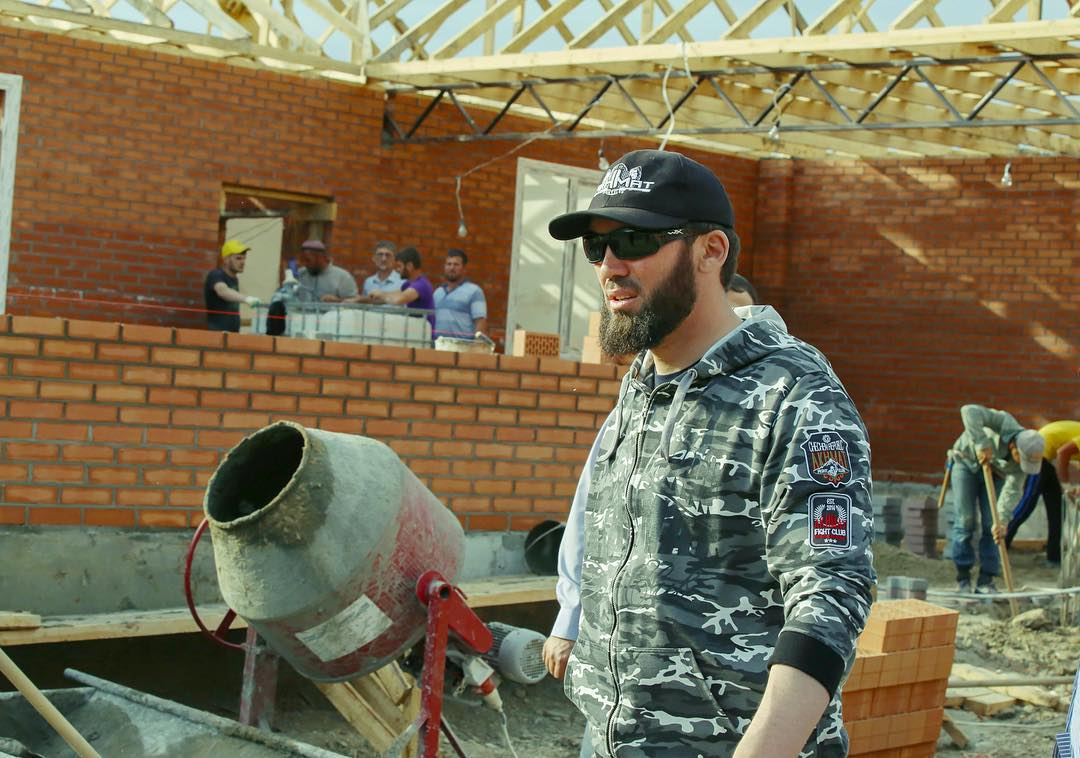
М. Х. Даудов на строительстве в селе Гуш-Керт

В 2016 году курировал строительство разрушенного в результате оползней населённого пункта Гуш-Керт (Шатойский район, ЧР).

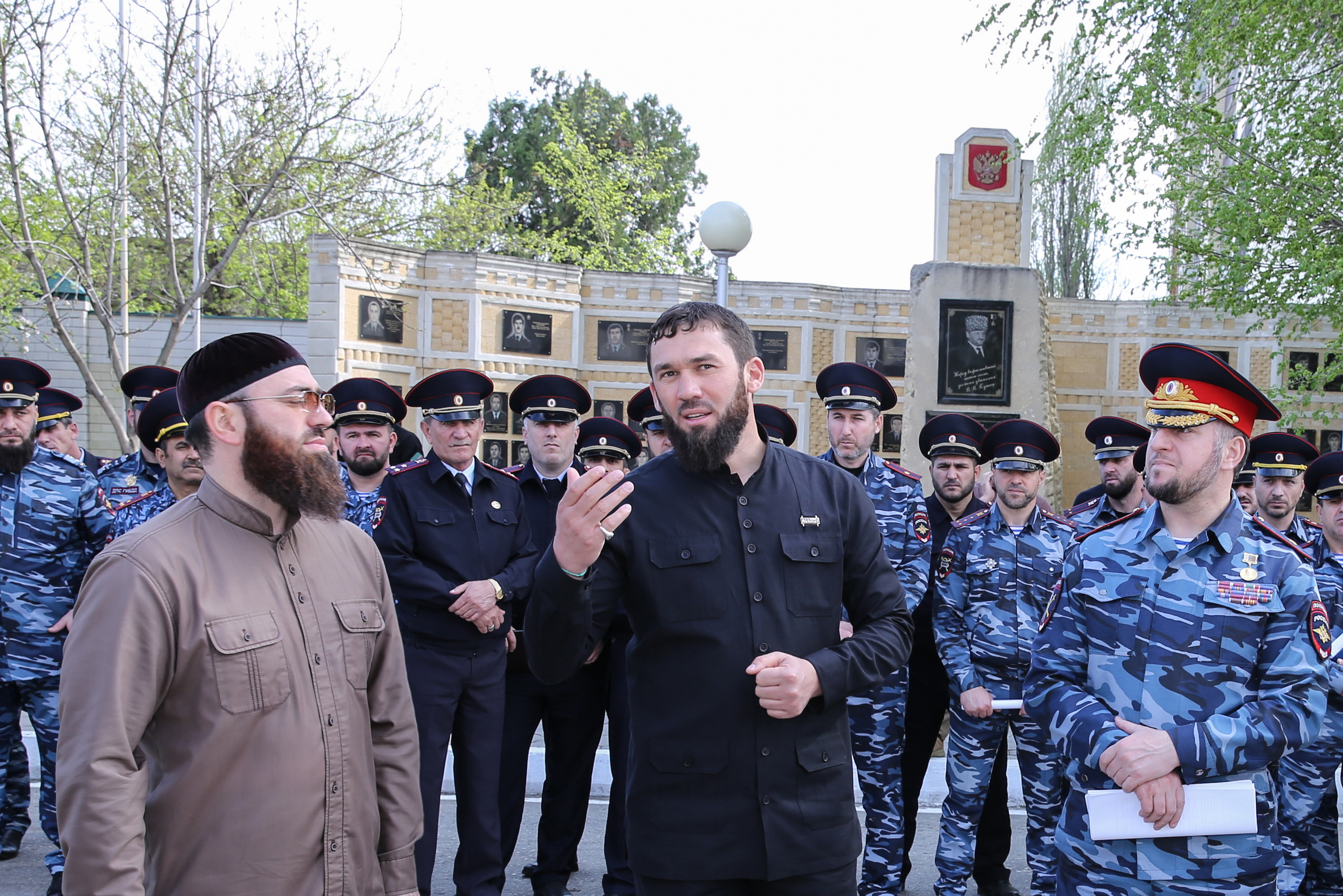
Воспитательная беседа М. Х. Даудова с нарушителями ПДД

С сентября 2016 по январь 2021 года руководил республиканским оперативным штабом по снижению аварийности и смертности на дорогах региона.
В ходе президентских выборов 2018 года был членом инициативной группы, выдвинувшей кандидатуру президента РФ В. В. Путина. В сентябре 2018 года в ЧР была создана государственная комиссия во главе с Даудовым, по решению вопросов, возникающих при определении (уточнении) административной границы ЧР, в частности, с Республикой Ингушетия, что вызвало протесты в Ингушетии.
В январе 2019 года во главе с Даудовым была создана рабочая группа по определению чечено-дагестанской границы (со стороны Республики Дагестан её возглавил глава республиканского парламента Х. Шихсаидов). Также рабочая группа занималась внесением границ населённых пунктов в ЕГРН и вывела Чеченскую Республику в десятку регионов-лидеров по выполнению этой задачи.
7 марта 2020 года Рамзан Кадыров назначил Магомеда Даудова руководителем регионального оперативного штаба по недопущению завоза и распространения коронавирусной инфекции на территорию Чеченской Республики.

## Социально-политические взгляды
В 2010 году Даудов в интервью тележурналисту П. Г. Шеремету выразил своё мнение относительно соблюдения законности на территории Чечни: «Мы все граждане России и хотим жить в сильном и спокойном государстве… Мы за закон, за сильную и единую Россию. У нас сейчас больше порядка и спокойнее, чем во многих российских регионах».
В 2015 году в российских СМИ обсуждались заявления Даудова относительно легализации многожёнства в связи со скандалом по поводу свадьбы 47-летнего Нажуда Гучигова и 17-летней Луизы Гойлабиевой, где он сам присутствовал. Даудов заявил, что практика многожёнства имеет место, значит, это как-то урегулировать и лучше — на основе норм шариата, но подчеркнул, что не выступает с инициативой легализовать многожёнство, а лишь высказывает своё мнение по этому поводу.

## Критика

### Преследование ЛГБТ в Чечне, участие в пытках
Согласно расследованиям журналистов и правозащитников, как лицо входящее в близкое окружение Рамзана Кадырова, Даудов часто выполняет его поручения. Имеет репутацию весьма опасного человека и является фигурантом многих скандальных историй, связанных с запугиваниями как непосредственно жителей Чечни, так и критиков Рамзана Кадырова за её пределами.
По данным СМИ и правозащитников, участвовал в преследовании гомосексуалов в Чечне и также «играл ключевую роль в организации „зачистки“ республики от геев, одобренной республиканским руководством». Журналисты «Новой Газеты» приводят свидетельства, как Даудов лично приезжал в секретные тюрьмы в Аргуне и в Грозном, а также сам руководил передачей задержанных геев родственникам (процедура работала только после признания вины задержанными). Из родственников на встречу с Даудовым вызывали только мужчин, где он им сначала рассказывал, в чём сознались задержанные, а затем отчитывал самих родственников и только после этого задержанных освобождали, передавая на руки родне. Редакция «Новой газеты» сообщает, что ей известны фамилии убитых геев. На сегодняшний день эта информация не получила оценки правоохранительных органов РФ.
Правозащитная организация Human Rights Watch в своём докладе отмечала, что Даудов лично присутствовал при издевательствах над задержанными по подозрению в гомосексуальности в «секретных тюрьмах» в Аргуне, «сопровождая это своими собственными оскорбительными ремарками». По данным правозащитной организации, Даудов «сыграл ключевую роль в организации зачистки республики от геев, одобренной республиканским руководством».

### Взаимоотношения со СМИ
В 2015 году в «Новой газете» был размещён репортаж о специфической борьбе чеченских властей за «правильные новости» о республике. Журналисты газеты утверждали, что блогеров, пишущих о Чечне «некорректно» с точки зрения властей или оставляющих комментарии, оскорбляющие чеченские власти, переубеждали, и часто противозаконно: находили адрес неосторожно высказавшегося интернет-пользователя, приезжали к нему с видеокамерой и снимали извинения. Среди организаторов этого давления журналисты называют Даудова.
Значительный резонанс в СМИ вызвали оскорбления и иносказательные угрозы в адрес некоторых активных деятелей российской внесистемной оппозиции, журналистов и правозащитников (А. А. Венедиктова, И. А. Каляпина, К. Э. Мерзликина, А. А. Навального, Л. А. Пономарёва, М. Б. Ходорковского, В. И. Шендеровича и И. В. Яшина), высказанные Даудовым в «Instagram». По поводу этих угроз сделал заявление главный редактор «Эха Москвы» А. А. Венедиктов: «Высказывания Магомеда Даудова в адрес оппозиции — это серьёзная угроза и неадекватная реакция на неудобные вопросы об убийстве Бориса Немцова к следствию и чеченским властям», дополнительно Венедиктов принял решение усилить охрану радиостанции.
В посте от 12 октября 2016 года Даудов снова высказал завуалированные оскорбления в адрес Каляпина — председателя межрегиональной общественной организации «Комитет против пыток», а в посте от 4 января 2017 года — в адрес Г. С. Шведова — главного редактора интернет-СМИ «Кавказский узел». Шведов подал заявление в СК России, попытавшись подвести публикацию Даудова под состав преступления по статье 144, части 3 УК РФ («О воспрепятствовании журналистской деятельности»), однако, рассмотрев ситуацию, СК России уголовного дела против Даудова не возбудил.
В 2019 году Даудов объявил блогеру и диссиденту Абдурахманову Тумсо кровную месть, за его слова об отце Рамзана Кадырова, ранее блогер назвал Ахмата Кадырова предателем чеченского народа.

### Избиение судьи
По данным СМИ, в октябре 2016 года, Даудов избил исполняющего обязанности председателя Верховного суда Чечни Тахира Мурдалова из-за того, что он отказался написать заявление об отставке по собственному желанию. После получения отказа Даудов и несколько его охранников стали избивать судью, угрожая убийством.

### Попытка удаления информации из «Википедии»
28 мая 2024 года «Важные истории» опубликовали журналистское расследование, из которого следует, что в день назначения Даудова премьером Чечни один из редакторов «Википедии» несколько раз пытался удалить из статьи о Даудове «критический фрагмент биографии» — информацию правозащитников и журналистов о его причастности к убийствам политических оппонентов и гомосексуалов в Чечне. Журналисты установили, что данным редактором являлся администратор чата в телеграм-канале Рамзана Кадырова и канала Даудова в Yappy Али Тербулатов.

## Санкции
С 2014 года, Магомед Даудов включён в санкционный список Магнитского Соединённых Штатов Америки, как причастный к нарушению прав человека в России. В 2018 году, по аналогичному основанию включён в санкционный список Латвии, Литвы и Эстонии.
10 декабря 2020 года Даудов попал под санкции Великобритании за нарушение прав человека как «ответственный за пытки и другие нарушения прав человека в отношении ЛГБТ в Чечне».
27 октября 2022 года, на фоне вторжения России на Украину, попал под санкции Польши, так как он связан с лицами поддерживающими российскую агрессию против Украины
4 апреля 2023 году СБУ предъявила заочное подозрение Даудову по трём статьям Уголовного кодекса Украины: пособничество ведению агрессивной войны, посягательство на изменение границ государства с гибелью людей и другими тяжкими последствиями, а также оправдание российской агрессии

## Личные сведения
Родовым селением Даудова является село Гелдаган Курчалоевского муниципального района ЧР. В 2001 году Даудов женился на односельчанке Асет Мовлаевне (1981 г. р.), с которой познакомился ещё в школе. Сегодня в семье Даудовых 12 детей: 6 мальчиков; 6 дочерей.
Даудов имеет прозвище «Лорд». По одной версии, прозвище Лорд он получил от Рамзана Кадырова за свой «английский стиль» в одежде. Сам Даудов заявлял, что «Лорд» — его позывной во время двух чеченских войн.

### Образование
- 1997 год — окончил среднюю школу № 1 в селе Гелдаган
- 1997—1999 года — учился в Гудермесском педагогическом училище[6][7][8]
- 2009 год — получил диплом об окончании Махачкалинского института финансов и права по специальности «Юриспруденция»[6].
- 2011 год — окончил ФГОУ ВПО «Академия управления МВД России» по специальности «Юриспруденция»[6].
- 2024 год — Выпускник Высшей Школы Государственного Управления РАНХиГС по программе развития кадрового управленческого резерва[88].

### Спорт

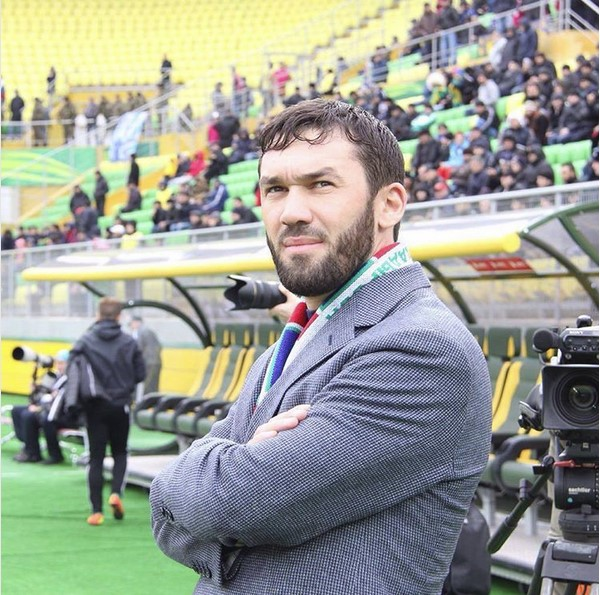
Президент ФК «Терек» М. Х. Даудов на выездной игре с ФК «Зенит» (31.03.2013)

Увлекается футболом. 11 мая 2011 года играл за команду «Кавказ» в матче против сборной «Звёзд мирового футбола» в рамках церемонии открытия стадиона «Ахмат-арена» в Грозном. 7 октября 2015 года играл за команду «Лидер-63» в товарищеском матче против сборной легенд итальянского футбола, посвящённом дню рождения Президента РФ В. В. Путина.
С 2004 года являлся вице-президентом республиканского футбольного клуба «Ахмат», с 28 ноября 2011 года стал его президентом (Рамзан Кадыров, бывший президентом клуба в 2004—2011 годах, остался почётным президентом). В сезоне 2015/16 клуб занял высшее в своей истории седьмое место в Российской футбольной премьер-лиге, а в сезоне 2016/17 улучшил это достижение, поднявшись на пятую строчку по итогам сезона. 23 мая 2024 года Магомед Даудов, после 13 лет руководства футбольным клубом «Ахмат», принял решение сложить с себя полномочия Президента клуба. В знак признания его заслуг и вклада в развитие клуба, Магомед Даудов назначен почетным президентом «Ахмата».

### Соцсети
Начал вести аккаунт в «Instagram» в 2013 году, после блокировки профиля Рамзана Кадырова, самостоятельно закрыл свой аккаунт, но в 2019 году восстановил его. Аккаунт «ВКонтакте» начал вести в 2015 году. Аккаунт в «Телеграм» зарегистрирован в конце февраля 2022, на конец мая 2024 года, насчитывает более 918 000 подписчиков.

### Религия
В религиозном отношении относит себя к вирду последователей шейха Кунта-хаджи Кишиева, исповедующих хаджи-мюридизм (кадирийский тарикат суфийского толка ислама), к этому виду принадлежит всё высшее духовенство Чечни с 1992 года. Даудов вместе с Рамзаном Кадыровым совершал хадж в Мекку, несколько раз побывал внутри священной Каабы. Также является хранителем священных реликвий пророка Мухаммеда. В 2012 году после окончания выставки в Грозном из Узбекистана были переданы две чаши и волос пророка Мухаммеда на вечное хранение семье Кадыровых и чеченскому народу, честь хранить один из двух волос, подаренных чеченскому народу, доверена Даудову.

## Награды и признание
Награждён семью именными пистолетами: ГШ-18 (приказ № 1304-к, ФССП России, 03.09.12), 6П35 (приказ № 449, ФСИН России, 09.08.13), Glock 19 с 2 магазинами (распоряжение № 1-р, Правительство Кыргызской Республики, 05.01.16), SIG Sauer P226 с 2 магазинами и 30 патронами (указ президента Абхазии Р. Д. Хаджимбы, 12.05.16), FN Five-seveN с 3 магазинами и 60 патронами (указ президента Абхазии Р. Д. Хаджимбы, 11.12.17), Glock 17 (директор ФСВНГ России В. В. Золотов, 25.04.19), Glock 43 с 2 магазинами и 12 патронами (Указ Главы ДНР Д. В. Пушилина).

### Государственные награды Российской Федерации
| Дата       | Описание                                                   |
| ---------- | ---------------------------------------------------------- |
| 20.07.2007 | Звание Героя Российской Федерации, Медаль «Золотая Звезда» |
| 25.07.2005 | Орден Мужества                                             |
| 04.04.2006 | Орден Мужества                                             |
| 13.06.2019 | Орден «За заслуги перед Отечеством» IV ст.                 |
| 13.07.2022 | Орден Почёта                                               |
| 08.02.2024 | Орден «За заслуги перед Отечеством» III ст.                |

### Региональные награды
| Дата       | Описание                                                    |
| ---------- | ----------------------------------------------------------- |
| 31.05.2006 | Орден Кадырова                                              |
| 26.07.2007 | Звание «Почётный гражданин ЧР»                              |
| 28.06.2011 | Орден «За развитие парламентаризма в ЧР»                    |
| 05.11.2012 | Медаль «60 лет Ахмат-Хаджи Кадырову»                        |
| 26.11.2015 | Медаль «За заслуги перед ЧР»                                |
| 16.06.2016 | Медаль «Защитнику ЧР»                                       |
| 01.07.2016 | Звание «Заслуженный строитель ЧР»                           |
| 11.08.2017 | Звание «Почётный гражданин города Грозный»                  |
| 12.12.2017 | Медаль «Памяти Ахмат-Хаджи Кадырова, первого Президента ЧР» |
| 11.10.2018 | Медаль «200 лет городу Грозный»                             |
| 16.10.2018 | Звание «Заслуженный работник гос. службы ЧР»                |
| 09.07.2020 | Медаль «15 лет Парламенту Чеченской Республики»             |
| 21.03.2023 | Медаль «Заслуженный правозащитник Чеченской Республики»     |
| 06.04.2023 | Орден «За служение Пророку Мухаммаду»                       |
| 06.10.2023 | Звание «Герой Чеченской Республики»                         |

### Ведомственные награды
| Дата       | Описание                                                           |
| ---------- | ------------------------------------------------------------------ |
| 24.11.2004 | Медаль «100 лет Профсоюзам России»                                 |
| 10.02.2005 | медаль «За боевое содружество»                                     |
| 12.05.2005 | медаль «За доблесть в службе»                                      |
|            | медаль «200 лет МВД России»                                        |
| 10.10.2005 | Медаль «Участник боевых действий на Северном Кавказе 1994—2004»    |
| 17.07.2006 | Медаль «За ратную доблесть»                                        |
| 2010       | медаль «За отличие в службе» III степени (МВД России)              |
| 05.11.2010 | Медаль «За отличие в службе» (МВД по ЧР, № 3048)                   |
| 15.06.2011 | Медаль «За службу в милиции»                                       |
| 2013       | Медаль Чести II степени                                            |
| 06.05.2015 | медаль «70 лет Победы в Великой Отечественной войне 1941—1945 гг.» |
| 23.08.2015 | Медаль «За заслуги» (от РСВА)                                      |
| 28.08.2015 | Медаль «За верность отчизне» (от ОООИВА)                           |
| 08.10.2015 | Медаль Чести I степени                                             |

### Знаки отличия
| Дата       | Описание                                                                                |
| ---------- | --------------------------------------------------------------------------------------- |
| 2003       | Знак «85 лет Уголовному розыску»                                                        |
| 11.09.2004 | Знак «Участник боевых действий»                                                         |
| 18.09.2004 | Знак МВД России «За верность долгу»                                                     |
|            | Знак «15 лет ЦСИИ ФСО России в Чеченской Республике»                                    |
| 29.03.2005 | Знак «Лучший сотрудник специальных подразделений милиции»                               |
| 20.06.2006 | Знак «Лучший сотрудник криминальной милиции»                                            |
| 16.12.2009 | Знак «За верность долгу»                                                                |
| 09.12.2012 | Знак «Почётный Динамовец»                                                               |
| 30.10.2015 | Знак «За отличие в борьбе против терроризма» (МВД по ЧР, № 004)                         |
| 01.02.2017 | Знак «За отличие в борьбе против терроризма и экстремизма» (Упр. Росгвардии по ЧР, № 6) |
| 20.06.2017 | Знак «За заслуги» (Гл. упр. воен. полиции МО РФ, № 78)                                  |
| 25.05.2018 | Знак «100 лет учреждению пограничной службы»                                            |
| 17.07.2018 | Знак ФНРП «За Cодружество»                                                              |
| 27.12.2019 | Знак «Аргунский крест» (Упр. ПС ФСБ РФ по ЧР)                                           |

### Награды других государств
| Дата       | Описание                                  | Государство                   |
| ---------- | ----------------------------------------- | ----------------------------- |
| 04.11.2008 | Медаль «За развитие сотрудничества»       | Казахстан                     |
| 12.09.2022 | Герой Луганской Народной Республики       | Луганская Народная Республика |
| 29.09.2022 | Орден Дружбы Донецкой Народной Республики | Донецкая Народная Республика  |

### Топонимика
13 октября 2007 года распоряжением главы администрации села Гелдаган улица имени Титова переименована в улицу имени Даудова. Средней школе № 1 села Гелдаган, где учился Даудов, в марте 2008 года Указом Президента ЧР присвоено имя Даудова